# Vlag van Pakistan
De vlag van Pakistan bestaat uit een groen veld met aan de hijzijde een brede witte verticale baan. In het midden van het groene veld staan een witte halve maan en een witte ster. Deze vlag is enkel in gebruik als dienst- en oorlogsvlag te land; als handelsvlag gebruikt men in Pakistan een rood doek met de normale vlag in het kanton en als marinevlag een langgerekte versie van de normale vlag.
In twee van de vier federaal bestuurde gebieden van Pakistan, namelijk de Noordelijke Gebieden en de Federaal Bestuurde Stamgebieden, wordt de Pakistaanse vlag ook als deelgebiedsvlag gebruikt. De andere twee federaal bestuurde gebieden hebben net als de vier Pakistaanse provincies eigen vlaggen.

## Symboliek
Het groene veld symboliseert de moslims, die in Pakistan de overgrote meerderheid van de bevolking vormen. Pakistan is een Islamitische republiek; de islam is de staatsgodsdienst. De naam van het land verwijst hier ook naar: "Pakistan" betekent Land der reinen, waarmee moslims worden bedoeld. De groene kleur wordt gezien als een symbool van de islam, omdat het de favoriete kleur van Mohammed zou zijn geweest.

De witte baan aan de hijszijde symboliseert de niet-moslimminderheden. Circa vijf procent van de Pakistani hangt het hindoeïsme, christendom, sikhisme of boeddhisme aan. Samen symboliseren het groen en het wit de toewijding van Pakistan aan de islam, de islamitische wereld en de rechten van religieuze minderheden.
De halve maan symboliseert vooruitgang; de ster staat voor licht en kennis. De wassende maan en ster worden vaak als islamitische symbolen gezien, vooral sinds ze in 1844 samen op de vlag van het Ottomaanse Rijk werden geplaatst. Een halve maan kwam ook voor op de vlag van het Mogolrijk.

## Ontwerp
De normale nationale vlag heeft een hoogte-breedteverhouding van 2:3. Van de breedte wordt een kwart ingenomen door de witte baan en driekwart door het groene veld. De halve maan en ster staan in het midden van het groene veld.
Ook de handelsvlag heeft een hoogte-breedteverhouding van 2:3. Het kanton dat door de gewone nationale vlag gevormd wordt, neemt een kwart van de oppervlakte van de vlag in; de helft van de hoogte en de helft van de breedte.

## Geschiedenis
De vlag, ook subz hilali parcham (Urdu voor "groene vlag met de halve maan") genoemd, werd ontworpen door Ameer-ud-Din Khidwai. Op 11 augustus 1947, drie dagen voor Pakistan onafhankelijk werd, nam de Pakistaanse grondwetgevende vergadering de vlag officieel in gebruik.
De vlag is gebaseerd op de vlag van de Muslim League (ML), de politieke partij die de drijvende kracht was achter de stichting van Pakistan als islamitische staat. De ML-partijvlag zag er hetzelfde uit als de huidige vlag, maar dan zonder witte baan.

## Vlaginstructie
De Pakistaanse vlaginstructie schrijft voor dat er op de volgende dagen gevlagd wordt:
- Pakistan Dag (23 maart);
- Onafhankelijkheidsdag (14 augustus);
- 25 december, de geboortedatum van Mohammed Ali Jinnah.

Op de volgende dagen moet de vlag halfstok hangen:
- Sterfdag van Mohammed Ali Jinnah (11 september);
- Sterfdag van Liaquat Ali Khan, de eerste premier van Pakistan (16 oktober);
- Sterfdag van de dichter en filosoof Mohammed Iqbal (21 april).